# 24 ur Le Mansa 1998
24 ur Le Mansa 1998 je bila šestinšestdeseta vzdržljivostna dirka 24 ur Le Mansa. Potekala je 6. in 7. junija 1998.

## Rezultati

### Uvrščeni
NC = neuvrščeni - niso prevozili 70% razdalje zmagovalca, DNF = odstop, DNS = niso štartali
| Poz    | Razred | Št | Moštvo                                | Dirkači                                                   | Šasija                             | Gume | Krogi |
| Poz    | Razred | Št | Moštvo                                | Dirkači                                                   | Motor                              | Gume | Krogi |
| ------ | ------ | -- | ------------------------------------- | --------------------------------------------------------- | ---------------------------------- | ---- | ----- |
| 1      | GT1    | 26 | Porsche AG                            | Laurent Aïello Allan McNish Stephane Ortelli              | Porsche 911 GT1-98                 | M    | 351   |
| 1      | GT1    | 26 | Porsche AG                            | Laurent Aïello Allan McNish Stephane Ortelli              | Porsche 3.2L Turbo Flat-6          | M    | 351   |
| 2      | GT1    | 25 | Porsche AG                            | Jörg Müller Uwe Alzen Bob Wollek                          | Porsche 911 GT1-98                 | M    | 350   |
| 2      | GT1    | 25 | Porsche AG                            | Jörg Müller Uwe Alzen Bob Wollek                          | Porsche 3.2L Turbo Flat-6          | M    | 350   |
| 3      | GT1    | 32 | Nissan Motorsports TWR                | Aguri Suzuki Kazuyoshi Hoshino Masahiko Kageyama          | Nissan R390 GT1                    | B    | 347   |
| 3      | GT1    | 32 | Nissan Motorsports TWR                | Aguri Suzuki Kazuyoshi Hoshino Masahiko Kageyama          | Nissan VRH35L 3.5L Turbo V8        | B    | 347   |
| 4      | GT1    | 40 | Gulf Team Davidoff GTC Competition    | Steve O'Rourke Tim Sugden Bill Auberlen                   | McLaren F1 GTR                     | P    | 343   |
| 4      | GT1    | 40 | Gulf Team Davidoff GTC Competition    | Steve O'Rourke Tim Sugden Bill Auberlen                   | BMW S70 6.0L V12                   | P    | 343   |
| 5      | GT1    | 30 | Nissan Motorsport TWR                 | John Nielsen Michael Krumm Franck Lagorce                 | Nissan R390 GT1                    | B    | 342   |
| 5      | GT1    | 30 | Nissan Motorsport TWR                 | John Nielsen Michael Krumm Franck Lagorce                 | Nissan VRH35L 3.5L Turbo V8        | B    | 342   |
| 6      | GT1    | 31 | Nissan Motorsport TWR                 | Jan Lammers Erik Comas Andrea Montermini                  | Nissan R390 GT1                    | B    | 342   |
| 6      | GT1    | 31 | Nissan Motorsport TWR                 | Jan Lammers Erik Comas Andrea Montermini                  | Nissan VRH35L 3.5L Turbo V8        | B    | 342   |
| 7      | GT1    | 45 | Panoz Motorsports Inc.                | David Brabham Andy Wallace Jamie Davies                   | Panoz Esperante GTR-1              | M    | 335   |
| 7      | GT1    | 45 | Panoz Motorsports Inc.                | David Brabham Andy Wallace Jamie Davies                   | Ford (Roush) 6.0L V8               | M    | 335   |
| 8      | LMP1   | 12 | Doyle-Risi Racing                     | Wayne Taylor Eric van der Poele Fermín Velez              | Ferrari 333 SP                     | P    | 332   |
| 8      | LMP1   | 12 | Doyle-Risi Racing                     | Wayne Taylor Eric van der Poele Fermín Velez              | Ferrari F310E 4.0L V12             | P    | 332   |
| 9      | GT1    | 27 | Toyota Motorsports Toyota Team Europe | Ukyo Katayama Toshio Suzuki Keiichi Tsuchiya              | Toyota GT-One                      | M    | 326   |
| 9      | GT1    | 27 | Toyota Motorsports Toyota Team Europe | Ukyo Katayama Toshio Suzuki Keiichi Tsuchiya              | Toyota R36V 3.6L Turbo V8          | M    | 326   |
| 10     | GT1    | 33 | Nissan Motorsports TWR                | Satoshi Motoyama Takuya Kurosawa Masami Kageyama          | Nissan R390 GT1                    | B    | 319   |
| 10     | GT1    | 33 | Nissan Motorsports TWR                | Satoshi Motoyama Takuya Kurosawa Masami Kageyama          | Nissan VRH35L 3.5L Turbo V8        | B    | 319   |
| 11     | GT2    | 53 | Viper Team Oreca                      | Justin Bell David Donohue Luca Drudi                      | Chrysler Viper GTS-R               | M    | 317   |
| 11     | GT2    | 53 | Viper Team Oreca                      | Justin Bell David Donohue Luca Drudi                      | Chrysler 8.0L V10                  | M    | 317   |
| 12     | LMP1   | 16 | Kremer Racing                         | Ricardo Agusta Almo Coppelli Xavier Pompidou              | Kremer K8/2                        | G    | 314   |
| 12     | LMP1   | 16 | Kremer Racing                         | Ricardo Agusta Almo Coppelli Xavier Pompidou              | Porsche Type-935 3.2L Turbo Flat-6 | G    | 314   |
| 13     | GT2    | 51 | Viper Team Oreca                      | Olivier Beretta Pedro Lamy Tommy Archer                   | Chrysler Viper GTS-R               | M    | 312   |
| 13     | GT2    | 51 | Viper Team Oreca                      | Olivier Beretta Pedro Lamy Tommy Archer                   | Chrysler 8.0L V10                  | M    | 312   |
| 14     | LMP1   | 3  | Moretti Racing Inc.                   | Gianpiero Moretti Mauro Baldi Didier Theys                | Ferrari 333 SP                     | Y    | 311   |
| 14     | LMP1   | 3  | Moretti Racing Inc.                   | Gianpiero Moretti Mauro Baldi Didier Theys                | Ferrari F310E 4.0L V12             | Y    | 311   |
| 15     | LMP1   | 15 | Courage Compétition                   | Henri Pescarolo Olivier Grouillard Franck Montagny        | Courage C36                        | M    | 304   |
| 15     | LMP1   | 15 | Courage Compétition                   | Henri Pescarolo Olivier Grouillard Franck Montagny        | Porsche Type-935 3.0L Turbo Flat-6 | M    | 304   |
| 16     | LMP1   | 24 | Courage Compétition                   | Yojiro Tarada Franck Freon Olivier Thevenin               | Courage C41                        | M    | 300   |
| 16     | LMP1   | 24 | Courage Compétition                   | Yojiro Tarada Franck Freon Olivier Thevenin               | Porsche Type-935 3.0L Turbo Flat-6 | M    | 300   |
| 17     | GT2    | 64 | Roock Racing                          | Claudia Hürtgen Michel Ligonnet Robert Nearn              | Porsche 911 GT2                    | Y    | 285   |
| 17     | GT2    | 64 | Roock Racing                          | Claudia Hürtgen Michel Ligonnet Robert Nearn              | Porsche 3.8L Turbo Flat-6          | Y    | 285   |
| 18     | GT2    | 69 | Michel Nourry                         | Michel Nourry Thierry Perrier Jean-Louis Ricci            | Porsche 911 GT2                    | ?    | 276   |
| 18     | GT2    | 69 | Michel Nourry                         | Michel Nourry Thierry Perrier Jean-Louis Ricci            | Porsche 3.6L Turbo Flat-6          | ?    | 276   |
| 19     | GT2    | 56 | Chamberlain Engineering               | Gary Ayles Matt Turner Hans Hugenholtz                    | Chrysler Viper GTS-R               | D    | 270   |
| 19     | GT2    | 56 | Chamberlain Engineering               | Gary Ayles Matt Turner Hans Hugenholtz                    | Chrysler 8.0L V10                  | D    | 270   |
| 20     | GT2    | 68 | Elf Haberthur Racing                  | Eric Graham Hervé Poulain Jean-Luc Maury-Laribiere        | Porsche 911 GT2                    | D    | 268   |
| 20     | GT2    | 68 | Elf Haberthur Racing                  | Eric Graham Hervé Poulain Jean-Luc Maury-Laribiere        | Porsche 3.6L Turbo Flat-6          | D    | 268   |
| 21     | GT2    | 55 | Chamberlain Engineering               | Ni Amorim Gonçalo Gomes Manuel Mello-Breyner              | Chrysler Viper GTS-R               | D    | 264   |
| 21     | GT2    | 55 | Chamberlain Engineering               | Ni Amorim Gonçalo Gomes Manuel Mello-Breyner              | Chrysler 8.0L V10                  | D    | 264   |
| 22     | GT2    | 65 | Roock Racing                          | Rob Schirle Andre Ahrle David Warnock                     | Porsche 911 GT2                    | Y    | 247   |
| 22     | GT2    | 65 | Roock Racing                          | Rob Schirle Andre Ahrle David Warnock                     | Porsche 3.6L Turbo Flat-6          | Y    | 247   |
| 23     | GT2    | 72 | Larbre Compétition                    | Patrice Goueslard Jean-Luc Chereau Pierre Yver            | Porsche 911 GT2                    | M    | 240   |
| 23     | GT2    | 72 | Larbre Compétition                    | Patrice Goueslard Jean-Luc Chereau Pierre Yver            | Porsche 3.6L Turbo Flat-6          | M    | 240   |
| 24 DNF | GT1    | 29 | Toyota Motorsport Toyota Team Europe  | Thierry Boutsen Ralf Kelleners Geoff Lees                 | Toyota GT-One                      | M    | 330   |
| 24 DNF | GT1    | 29 | Toyota Motorsport Toyota Team Europe  | Thierry Boutsen Ralf Kelleners Geoff Lees                 | Toyota R36V 3.6L Turbo V8          | M    | 330   |
| 25 DNF | GT2    | 71 | Estoril Racing Communication          | Michel Maisonneuve Manuel Monteiro Michel Monteiro        | Porsche 911 GT2                    | P    | 277   |
| 25 DNF | GT2    | 71 | Estoril Racing Communication          | Michel Maisonneuve Manuel Monteiro Michel Monteiro        | Porsche 3.6L Turbo Flat-6          | P    | 277   |
| 26 DNF | GT1    | 44 | Panoz Motorsports Inc. DAMS           | Eric Bernard Christophe Tinseau Johnny O'Connell          | Panoz Esperante GTR-1              | M    | 236   |
| 26 DNF | GT1    | 44 | Panoz Motorsports Inc. DAMS           | Eric Bernard Christophe Tinseau Johnny O'Connell          | Ford (Roush) 6.0L V8               | M    | 236   |
| 27 DNF | LMP1   | 13 | Courage Compétition                   | Didier Cottaz Marc Goossens Jean-Philippe Belloc          | Courage C51                        | M    | 232   |
| 27 DNF | LMP1   | 13 | Courage Compétition                   | Didier Cottaz Marc Goossens Jean-Philippe Belloc          | Nissan VRH35Z 3.0L Turbo V8        | M    | 232   |
| 28 DNF | GT1    | 41 | Gulf Team Davidoff GTC Competition    | Dr. Thomas Bscher Emanuele Pirro Rinaldo Capello          | McLaren F1 GTR                     | G    | 228   |
| 28 DNF | GT1    | 41 | Gulf Team Davidoff GTC Competition    | Dr. Thomas Bscher Emanuele Pirro Rinaldo Capello          | BMW S70 6.0L V12                   | G    | 228   |
| 29 DNF | LMP1   | 8  | Porsche AG Joest Racing               | Pierre-Henri Raphanel David Murry James Weaver            | Porsche LMP1-98                    | M    | 218   |
| 29 DNF | LMP1   | 8  | Porsche AG Joest Racing               | Pierre-Henri Raphanel David Murry James Weaver            | Porsche Type-935 3.2L Turbo Flat-6 | M    | 218   |
| 30 DNF | LMP1   | 10 | Pilot Racing                          | Michel Ferte Pascal Fabre François Migault                | Ferrari 333 SP                     | ?    | 203   |
| 30 DNF | LMP1   | 10 | Pilot Racing                          | Michel Ferte Pascal Fabre François Migault                | Ferrari F310E 4.0L V12             | ?    | 203   |
| 31 DNF | GT2    | 67 | Elf Haberthur Racing                  | Michel Neugarten Jean-Claude Lagniez David Smadja         | Porsche 911 GT2                    | D    | 198   |
| 31 DNF | GT2    | 67 | Elf Haberthur Racing                  | Michel Neugarten Jean-Claude Lagniez David Smadja         | Porsche 3.6L Turbo Flat-6          | D    | 198   |
| 32 DNF | GT1    | 28 | Toyota Motorsports Toyota Team Europe | Martin Brundle Emmanuel Collard Eric Hélary               | Toyota GT-One                      | M    | 191   |
| 32 DNF | GT1    | 28 | Toyota Motorsports Toyota Team Europe | Martin Brundle Emmanuel Collard Eric Hélary               | Toyota R36V 3.6L Turbo V8          | M    | 191   |
| 33 DNF | LMP1   | 5  | JB Racing                             | Vincenzo Sospiri Jean-Christophe Boullion Jerome Policand | Ferrari 333 SP                     | ?    | 187   |
| 33 DNF | LMP1   | 5  | JB Racing                             | Vincenzo Sospiri Jean-Christophe Boullion Jerome Policand | Ferrari F310E 4.0L V12             | ?    | 187   |
| 34 DNF | GT2    | 60 | Chereau Sports Larbre Compétition     | Jean-Pierre Jarier Carl Rosenblad Robin Donovan           | Porsche 911 GT2                    | M    | 164   |
| 34 DNF | GT2    | 60 | Chereau Sports Larbre Compétition     | Jean-Pierre Jarier Carl Rosenblad Robin Donovan           | Porsche 3.6L Turbo Flat-6          | M    | 164   |
| 35 DNF | GT2    | 62 | CJ Motorsport                         | John Morton John Graham Harald Grohs                      | Porsche 911 GT2                    | G    | 164   |
| 35 DNF | GT2    | 62 | CJ Motorsport                         | John Morton John Graham Harald Grohs                      | Porsche 3.6L Turbo Flat-6          | G    | 164   |
| 36 DNF | LMP1   | 21 | Solution-F                            | Philippe Gache Wayne Gardner Didier de Radigues           | Riley & Scott MkIII                | P    | 155   |
| 36 DNF | LMP1   | 21 | Solution-F                            | Philippe Gache Wayne Gardner Didier de Radigues           | Ford 5.1L V8                       | P    | 155   |
| 37 DNF | LMP1   | 14 | Courage Compétition                   | Fredrik Ekblom Patrice Gay Tetsuya Tsuchiya               | Courage C51                        | M    | 126   |
| 37 DNF | LMP1   | 14 | Courage Compétition                   | Fredrik Ekblom Patrice Gay Tetsuya Tsuchiya               | Nissan VRH35Z 3.5L Turbo V8        | M    | 126   |
| 38 DNF | LMP1   | 7  | Porsche AG Joest Racing               | Michele Alboreto Stefan Johansson Yannick Dalmas          | Porsche LMP1-98                    | M    | 107   |
| 38 DNF | LMP1   | 7  | Porsche AG Joest Racing               | Michele Alboreto Stefan Johansson Yannick Dalmas          | Porsche Type-935 3.2L Turbo Flat-6 | M    | 107   |
| 39 DNF | LMP2   | 22 | Didier Bonnet                         | Lionel Robert Eduoard Sezionale Pierre Bruneau            | Debora LMP2                        | M    | 106   |
| 39 DNF | LMP2   | 22 | Didier Bonnet                         | Lionel Robert Eduoard Sezionale Pierre Bruneau            | BMW S50 3.2L I6                    | M    | 106   |
| 40 DNF | GT2    | 61 | Krauss Race Sports Intl.              | Bernhard Müller Michael Trunk Erich Palmberger            | Porsche 911 GT2                    | D    | 71    |
| 40 DNF | GT2    | 61 | Krauss Race Sports Intl.              | Bernhard Müller Michael Trunk Erich Palmberger            | Porsche 3.6L Turbo Flat-6          | D    | 71    |
| 41 DNF | LMP1   | 1  | Team BMW Motorsport                   | Hans Joachim Stuck Steve Soper Tom Kristensen             | BMW V12 LM                         | M    | 60    |
| 41 DNF | LMP1   | 1  | Team BMW Motorsport                   | Hans Joachim Stuck Steve Soper Tom Kristensen             | BMW S70 6.0L V12                   | M    | 60    |
| 42 DNF | LMP1   | 2  | Team BMW Motorsport                   | Pierluigi Martini Joachim Winkelhock Johnny Cecotto       | BMW V12 LM                         | M    | 43    |
| 42 DNF | LMP1   | 2  | Team BMW Motorsport                   | Pierluigi Martini Joachim Winkelhock Johnny Cecotto       | BMW S70 6.0L V12                   | M    | 43    |
| 43 DNF | GT1    | 36 | AMG-Mercedes                          | Jean-Marc Gounon Ricardo Zonta Christophe Bouchut         | Mercedes-Benz CLK-GTR LM           | B    | 31    |
| 43 DNF | GT1    | 36 | AMG-Mercedes                          | Jean-Marc Gounon Ricardo Zonta Christophe Bouchut         | Mercedes-Benz M119 5.0L V8         | B    | 31    |
| 44 DNF | GT2    | 50 | Viper Team Oreca                      | Karl Wendlinger Marc Duez Patrick Huisman                 | Chrysler Viper GTS-R               | M    | 28    |
| 44 DNF | GT2    | 50 | Viper Team Oreca                      | Karl Wendlinger Marc Duez Patrick Huisman                 | Chrysler 8.0L V10                  | M    | 28    |
| 45 DNF | GT2    | 70 | Konrad Motorsport                     | Franz Konrad Larry Schumacher Nick Ham                    | Porsche 911 GT2                    | D    | 24    |
| 45 DNF | GT2    | 70 | Konrad Motorsport                     | Franz Konrad Larry Schumacher Nick Ham                    | Porsche 3.6L Turbo Flat-6          | D    | 24    |
| 46 DNF | GT1    | 35 | AMG-Mercedes                          | Bernd Schneider Mark Webber Klaus Ludwig                  | Mercedes-Benz CLK-GTR LM           | B    | 19    |
| 46 DNF | GT1    | 35 | AMG-Mercedes                          | Bernd Schneider Mark Webber Klaus Ludwig                  | Mercedes-Benz M119 5.0L V8         | B    | 19    |
| 47 DNF | GT2    | 73 | Konrad Motorsport                     | Toni Seiler Peter Kitchak Angelo Zadra                    | Porsche 911 GT2                    | D    | 2     |
| 47 DNF | GT2    | 73 | Konrad Motorsport                     | Toni Seiler Peter Kitchak Angelo Zadra                    | Porsche 3.6L Turbo Flat-6          | D    | 2     |

### Statistika
- Najboljši štartni položaj - #35 AMG-Mercedes - 3:35.544
- Najhitrejši krog - #28 Toyota Motorsport - 3:41.809
- Razdalja - 4773.18km
- Povprečna hitrost - 207km/h